# Кештаун (Пенсільванія)
Кештаун (англ. Cashtown) — переписна місцевість (CDP) в США, в окрузі Адамс штату Пенсільванія. Населення — 453 особи (2020).

## Географія
Кештаун розташований за координатами 39°53′5″ пн. ш. 77°21′2″ зх. д. / 39.88472° пн. ш. 77.35056° зх. д. (39.884600, -77.350689).  За даними Бюро перепису населення США в 2010 році переписна місцевість мала площу 3,92 км², з яких 3,89 км² — суходіл та 0,03 км² — водойми.

## Демографія
Згідно з переписом 2010 року, у переписній місцевості мешкало 459 осіб у 173 домогосподарствах у складі 132 родин. Густота населення становила 117 осіб/км².  Було 182 помешкання (46/км²).
Расовий склад населення:
| - 97,6 % — білих - 0,2 % — корінних американців - 0,2 % — чорних або афроамериканців - 1,1 % — осіб інших рас |

До двох чи більше рас належало 0,9 %. Частка іспаномовних становила 5,9 % від усіх жителів.
За віковим діапазоном населення розподілялося таким чином: 22,7 % — особи молодші 18 років, 59,7 % — особи у віці 18—64 років, 17,6 % — особи у віці 65 років та старші. Медіана віку мешканця становила 43,0 року. На 100 осіб жіночої статі у переписній місцевості припадало 95,3 чоловіків;  на 100 жінок у віці від 18 років та старших — 97,2 чоловіків також старших 18 років.
За межею бідності перебувало 9,3 % осіб, у тому числі 0,0 % дітей у віці до 18 років та 100,0 % осіб у віці 65 років та старших.
Цивільне працевлаштоване населення становило 142 особи. Основні галузі зайнятості: освіта, охорона здоров'я та соціальна допомога — 30,3 %, виробництво — 25,4 %, фінанси, страхування та нерухомість — 16,2 %, транспорт — 15,5 %.